# Coleosporium leptodermidis
Coleosporium leptodermidis är en svampart som först beskrevs av Barclay, och fick sitt nu gällande namn av P. Syd. & Syd. 1915. Coleosporium leptodermidis ingår i släktet Coleosporium och familjen Coleosporiaceae.   Inga underarter finns listade i Catalogue of Life.